# Albert Le Tyrant
Albert Le Tyrant, né le 12 septembre 1946, est un archer français.

## Carrière sportive
Alber Le Tyrant a participé à la finale des jeux Olympiques d'été de 1976 à Montréal où il a fini à la 12e place avec 2408 points. Il s'agissait du meilleur classement pour un Français depuis 1920.
Il a été sélectionné pour les Jeux olympiques d'été de 1980 à Moscou, mais n'y a pas participé car la fédération française de tir à l'arc (FFTA) ainsi que celles de l'équitation et de la voile avaient décidé de boycotter cet évènement.
Il participa aux compétitions suivantes :
- Championnat du Monde FITA (1977-1979)
- Championnat d'Europe FITA (1976-1980)

## Palmarès
- Champion de France individuel en 1977[1]
- Champion de France par équipe en 1992
- Recordman de France de 1976 à 1981

## Autres activités
Albert Le Tyrant enseigne le sport au Lycée de Kerneuzec de Quimperlé, et il est membre du Comité Directeur de la Fédération Française de Tir à l'arc.